# Willibald Mücke
Willibald Mücke (* 28. August 1904 in Buchenhöh, Landkreis Groß Strehlitz/Oberschlesien; † 25. November 1984 in München) war ein deutscher Politiker der SPD. Der gelernte Jurist war von 1948 und 1949 Mitglied des Parlamentarischen Rates und anschließend bis 1953 Abgeordneter im Deutschen Bundestag.

## Leben
Willibald Mückes Eltern waren Volksschullehrer und er selbst der älteste Sohn von mehreren Kindern. Er studierte Jura in Greifswald und Breslau. Seit 1925 war er Mitglied der katholischen Studentenverbindung K.D.St.V. Alemannia im CV. in Greifswald. Er arbeitete von 1933 bis 1939 als Rechtsanwalt in Breslau und von 1939 bis 1942 bei der Deutschen Lokomotivbau-Vereinigung in Berlin im Bereich Personal- und Rechtswesen. 1942 übernahm er die Aufgabe als Leiter des Arbeitseinsatzes beim Hauptausschuss Schienenfahrzeugfertigbau. Im Zweiten Weltkrieg wurde er dann 1943 zur Wehrmacht eingezogen. 1944 wurde er Leiter der Abteilung Arbeitseinsatz „Amt Bau“. 
Nach dem Krieg kam Mücke als Flüchtling nach München und arbeitete erst im Bayerischen Staatsministerium für Wirtschaft. Ab Frühjahr 1946 war er wieder als Rechtsanwalt tätig und eröffnete eine Kanzlei.

## Politik
Bereits 1945 trat Mücke in die SPD ein und war seit 1946 Mitglied des SPD-Landesflüchtlings-Ausschusses und des SPD-Landesvorstands. In den Jahren 1948/49 gehörte er zudem dem Flüchtlingsbeirat beim SPD-Parteivorstand an. Er war eines der Gründungsmitglieder und von 1946 bis 1951 der Vorsitzende des überparteilichen Hauptausschusses der Flüchtlinge und Ausgewiesenen in Bayern. 
1948 wurde er vom Bayerischen Landtag in den Parlamentarischen Rat gewählt. Er war neben Hannsheinz Bauer, Josef Seifried, Albert Roßhaupter und Jean Stock eine der von der Bayerischen SPD ausgewählten Personen. Im Rat waren wieder die Vertriebenen und Flüchtlinge Schwerpunkt seiner Arbeit. Er saß als Mitglied im Ausschuss für Organisation des Bundes sowie als Stellvertreter im Ausschuss für Grundsatzfragen, im Ausschuss für Verfassungsgerichtshof und Rechtspflege, im Ausschuss für das Besatzungsstatut sowie im Überleitungsausschuss. Außer bei seinem Schwerpunkt hielt er sich in den Verhandlungen des Rates eher zurück.
In den Jahren 1949 bis 1953 war er Mitglied des ersten Deutschen Bundestags. Er vertrat den Wahlkreis Erlangen. Mücke war seit Januar 1951 ordentliches Mitglied im Ausschuss für Geschäftsordnung und Immunität. Bis Mai 1951 gehörte er außerdem dem Ausschuss für Bau- und Bodenrecht und bis Juni 1951 dem Ausschuss für gesamtdeutsche Fragen an. Schließlich war er auch ordentliches Mitglied im Ausschuss für Heimatvertriebene. 1953 trat er aus der SPD aus. 
Es folgte 1955 eine Promotion in Köln. Danach arbeitete er von 1956 bis zu seinem Ausscheiden aus dem Berufsleben im Bundesministerium für Verteidigung, zunächst als Referatsleiter und ab 1957 als Ministerialrat. Schließlich  war er Leiter des Referats „Personeller Kräfteausgleich“. In der Funktion als Ministerialrat musste er zusammen mit seinem Vorgesetzten 1962 vor dem Untersuchungsausschuss, der die „Fibag-Affäre“ aufklären sollte, aussagen.